# Tilly-Capelle
Tilly-Capelle ist eine französische Gemeinde mit 103 Einwohnern (Stand 1. Januar 2022) im Arrondissement Arras des Départements Pas-de-Calais. Sie liegt im Kanton Saint-Pol-sur-Ternoise und ist Mitglied des Kommunalverbandes Ternois.
| Tramecourt          | Crépy       | Teneur |
| Maisoncelle         | Kompass     |        |
| Blangy-sur-Ternoise | Humerœuille | Érin   |

## Sehenswürdigkeiten

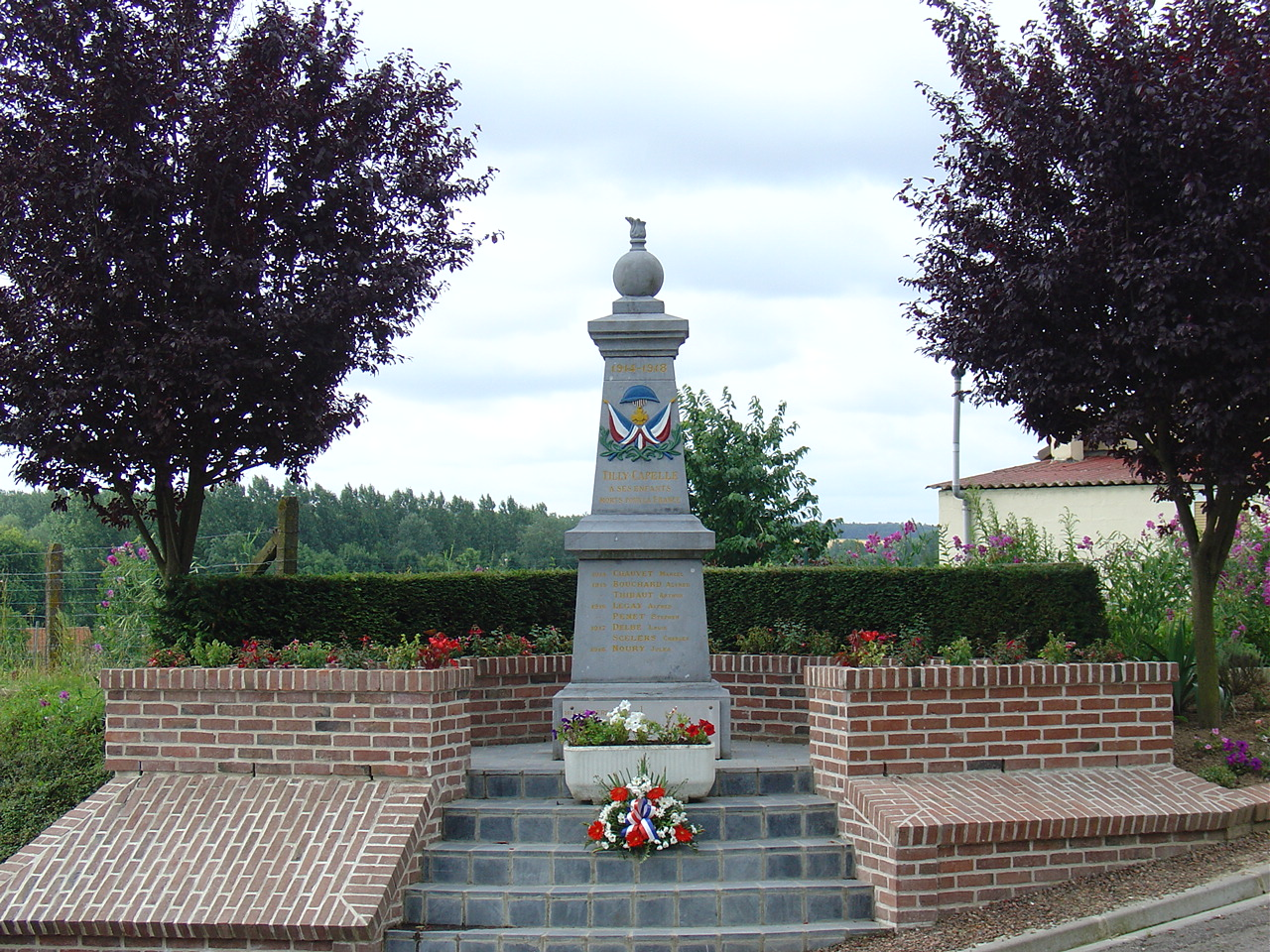
Kriegerdenkmal
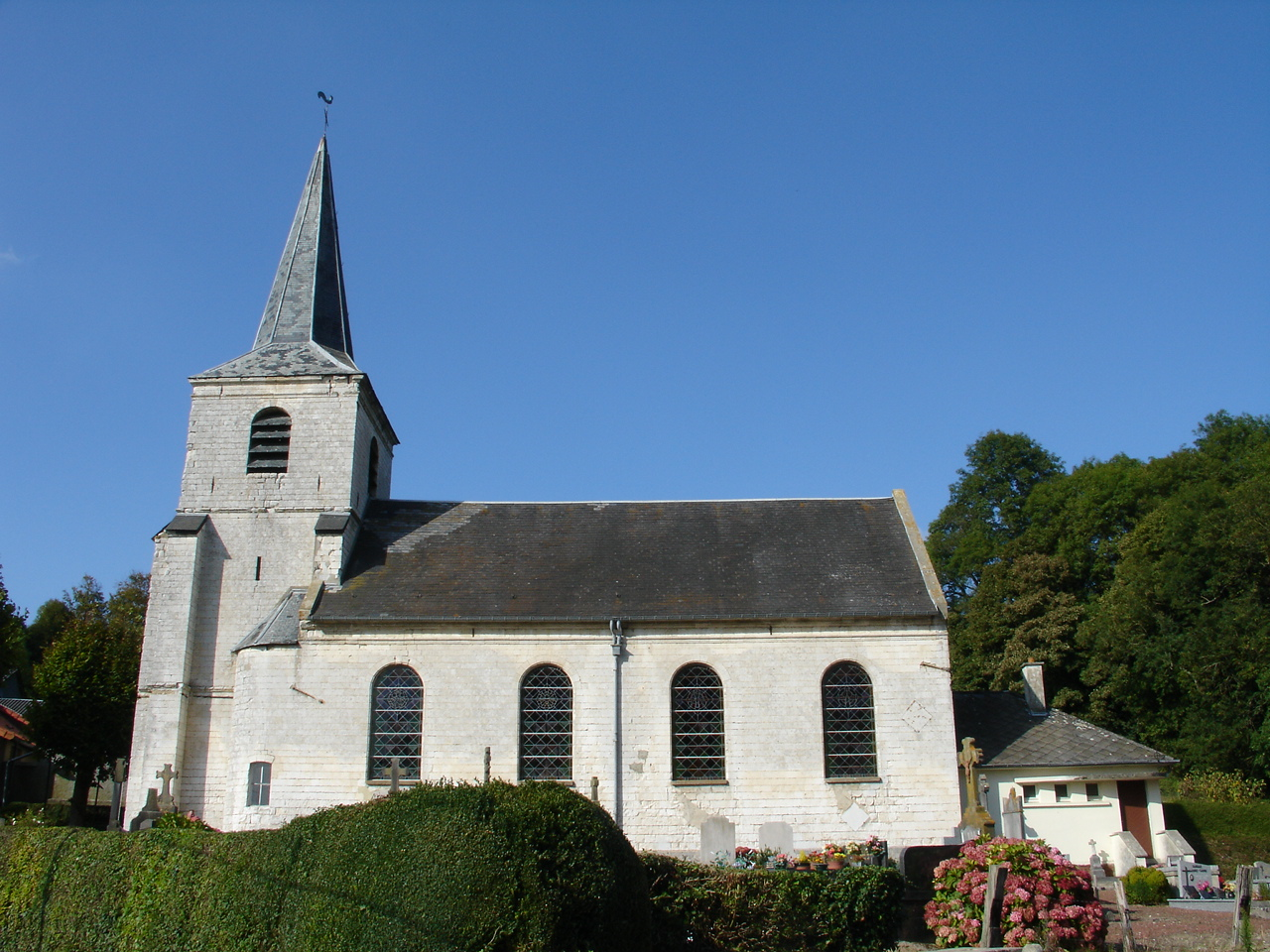
Kirche Notre-Dame